# 20051 Phanostrate
20051 Phanostrate este o planetă minoră (asteroid), cu un diametru de 5,918 km, din centura de asteroizi. A fost descoperită pe 21 martie 1993 la Observatorul La Silla de Uppsala–ESO Survey of Asteroids and Comets⁠(d) și a fost numită după Phanostrate⁠(d). 
Obiectul prezintă o orbită caracterizată de o semiaxă mare de 2,7101356 UAi, o excentricitate de 0,16, o înclinație de 7,7215 ° în raport cu ecliptica.